# Ski de fond aux Jeux olympiques de 2018 – Sprint par équipes femmes
Navigation
Sotchi 2014 Pékin 2022
Le Sprint par équipes femmes ski de fond aux Jeux olympiques de 2018 a lieu le 21 février 2018.

## Médaillées
| Or                                 | Argent                      | Bronze                        |
| États-Unis (USA) - Jessica Diggins | Suède (SWE) - Stina Nilsson | Norvège (NOR) - Marit Bjørgen |

## Resultats
Q — Qualifié pour la finale, les deux premiers de chaque groupe
LL — "Lucky loser", qui correspond aux meilleurs 8 temps autres que ceux directement qualifiés
PF — photo finish

### Demi-finales
| Rang | Groupe | Dossard | Pays               | Athlètes                                | Temps    | Note |
| ---- | ------ | ------- | ------------------ | --------------------------------------- | -------- | ---- |
| 1    | 1      | 1       | Norvège            | Marit Bjørgen Maiken Caspersen Falla    | 16:33.28 | Q    |
| 2    | 1      | 3       | Suisse             | Nadine Fähndrich Laurien van der Graaff | 16:39.83 | Q    |
| 3    | 1      | 5       | Slovénie           | Alenka Čebašek Anamarija Lampič         | 16:39.92 | LL   |
| 4    | 1      | 2       | Allemagne          | Nicole Fessel Sandra Ringwald           | 16:51.67 | LL   |
| 5    | 1      | 6       | République tchèque | Kateřina Beroušková Petra Nováková      | 16:53.06 |      |
| 6    | 1      | 9       | Australie          | Jessica Yeaton Barbara Jezeršek         | 17:20.38 |      |
| 7    | 1      | 4       | Autriche           | Lisa Unterweger Teresa Stadlober        | 17:25.98 |      |
| 8    | 1      | 8       | Biélorussie        | Yulia Tikhonova Polina Seronosova       | 17:33.63 |      |
| 9    | 1      | 11      | Slovaquie          | Alena Procházková Barbora Klementová    | 17:52.14 |      |
| 10   | 1      | 7       | Kazakhstan         | Anna Shevchenko Valeriya Tyuleneva      | 17:57.04 |      |
| 11   | 1      | 10      | Corée du Sud       | Lee Chae-won Ju Hye-ri                  | 19:19.17 |      |
| 1    | 2      | 14      | États-Unis         | Kikkan Randall Jessica Diggins          | 16:22.56 | Q    |
| 2    | 2      | 12      | Suède              | Charlotte Kalla Stina Nilsson           | 16:23.28 | Q    |
| 3    | 2      | 15      | Russie (OAR)       | Natalia Nepryaeva Yulia Belorukova      | 16:24.63 | LL   |
| 4    | 2      | 13      | Finlande           | Mari Laukkanen Krista Pärmäkoski        | 16:31.54 | LL   |
| 5    | 2      | 18      | Pologne            | Justyna Kowalczyk Sylwia Jaśkowiec      | 16:35.19 | LL   |
| 6    | 2      | 17      | France             | Aurore Jéan Coraline Thomas Hugue       | 16:40.40 | LL   |
| 7    | 2      | 21      | Canada             | Emily Nishikawa Dahria Beatty           | 17:01.54 |      |
| 8    | 2      | 16      | Italie             | Elisa Brocard Gaia Vuerich              | 17:13.04 |      |
| 9    | 2      | 20      | Chine              | Chi Chunxue Li Xin                      | 17:35.94 |      |
| 10   | 2      | 19      | Ukraine            | Tetyana Antypenko Maryna Antsybor       | 17:44.04 |      |

### Finale
La finale a eu lieu à 19 h 0 le même jour.
| Rang               | Dossard | Pays         | Athlètes                                | Temps    | Écart    |
| ------------------ | ------- | ------------ | --------------------------------------- | -------- | -------- |
| Médaille d'or      | 14      | États-Unis   | Kikkan Randall Jessica Diggins          | 15:56.47 | —        |
| Médaille d'argent  | 12      | Suède        | Charlotte Kalla Stina Nilsson           | 15:56.66 | +0.19    |
| Médaille de bronze | 1       | Norvège      | Marit Bjørgen Maiken Caspersen Falla    | 15:59.44 | +2.97    |
| 4                  | 3       | Suisse       | Nadine Fähndrich Laurien van der Graaff | 16:17.79 | +21.32   |
| 5                  | 13      | Finlande     | Mari Laukkanen Krista Pärmäkoski        | 16:19.18 | +22.71   |
| 6                  | 5       | Slovénie     | Alenka Čebašek Anamarija Lampič         | 16:28.24 | +31.77   |
| 7                  | 18      | Pologne      | Justyna Kowalczyk Sylwia Jaśkowiec      | 16:32.48 | +36.01   |
| 8                  | 17      | France       | Aurore Jéan Coraline Thomas Hugue       | 16:32.49 | +36.02   |
| 9                  | 15      | Russie (OAR) | Natalia Nepryaeva Yulia Belorukova      | 16:41.76 | +45.29   |
| 10                 | 2       | Allemagne    | Nicole Fessel Sandra Ringwald           | 17:06.57 | +1:10.10 |